# Nahuel Ferraresi
Nahuel Adolfo Ferraresi Hernández (San Cristóbal, Venezuela, 19 de noviembre de 1998) es un futbolista venezolano que juega como defensa en Sao Paulo del Campeonato Brasileño de Serie A

## Trayectoria

### Inicios
Ferraresi inició su andar en el fútbol en la escuela 12 de Febrero, ubicada en Táriba, donde estuvo hasta los 10 años para luego pasar por varias escuelas de San Cristóbal, Venezuela. Posteriormente se mudaría a Argentina a los 12 años, llegando a jugar en las inferiores de Vélez Sarsfield. Para 2013 se marchó a Ferro Carril Oeste, estando en ese club por un lapso de dos años.
Regresaría a Venezuela por un breve período de tiempo, y es en las inferiores del Caracas Fútbol Club donde el técnico Eduardo Saragó lo pasa del mediocampo a la defensa, y es quién lo mueve a defensor central, entrenando con inferiores del Caracas. A inicios de 2015 regresaría a la Argentina para jugar en el Nueva Chicago en la Primera B.
Tras pocas oportunidades con el Nueva Chicago, Ferraresi regresaría nuevamente a Venezuela en 2017 para firmar un contrato profesional con el Deportivo Táchira de la Primera División.
Más tarde, en 2017 fue fichado por la cantera del Manchester City, sin embargo, fue cedido a distintos equipos como, C. A. Torque, C. F. Peralada, F. C. Oporto "B", Moreirense F. C., G. D. Estoril Praia y São Paulo F. C.

### Sao Paulo F.C
Luego de estar cedido por un año y medio, Nahuel fue comprado definitivamente por el equipo brasileño por un monto de 4 millones de dólares aproximadamente y firmando contrato hasta finales de 2027.

## Selección nacional

### Selección juvenil
Fue convocado para el Campeonato Sudamericano Sub-20 de 2017 realizado en Ecuador, disputando dos partidos y donde Venezuela alcanzaría el tercer lugar, clasificándose a la Copa Mundial Sub-20 de 2017, en la cual lograrían un histórico subcampeonato.

### Selección mayor
Debutó en la selección mayor de Venezuela en un amistoso el 16 de octubre de 2018 frente a Emiratos Árabes y siendo titular frente a Japón un mes después. Debutó oficialmente en las Eliminatorias al Mundial de Catar 2022 en el empate a 0 frente a Uruguay.

### Participaciones internacionales
| Selección | Competición                 | Sede          | Resultado    | Partidos | Goles |
| --------- | --------------------------- | ------------- | ------------ | -------- | ----- |
| Sub-20    | Sudamericano Sub-20 de 2017 | Ecuador       | Tercer lugar | 2        | 0     |
| Sub-20    | Copa Mundial Sub-20 de 2017 | Corea del Sur | Subcampeón   | 7        | 1     |
| Total     | Total                       | Total         | Total        | 9        | 1     |

#### Participación en Copas América
| Competición       | Sede           | Resultado        | Partidos | Goles |
| ----------------- | -------------- | ---------------- | -------- | ----- |
| Copa América 2021 | Brasil         | Fase de grupos   | 1        | 0     |
| Copa América 2024 | Estados Unidos | Cuartos de final | 3        | 0     |

## Estadísticas

### Clubes
Actualizado al último partido jugado al 11 de marzo de 2025.
| Montevideo City Torque (cedido) · Uruguay | 2.ª           | 2017-18       | 14  | 1 | 0 | -  | - | - | 0 | 0 | 0 | — | — | — | 14  | 1 | 0 |
| Montevideo City Torque (cedido) · Uruguay | Total club    | Total club    | 14  | 1 | 0 | -  | - | - | 0 | 0 | 0 | - | - | - | 14  | 1 | 0 |
| C. F. Peralada (cedido) · España          | 2.ª B         | 2018-19       | 29  | 2 | 0 | -  | - | - | 0 | 0 | 0 | 0 | 0 | 0 | 29  | 2 | 0 |
| C. F. Peralada (cedido) · España          | Total club    | Total club    | 29  | 2 | 0 | -  | - | - | 0 | 0 | 0 | 0 | 0 | 0 | 29  | 2 | 0 |
| F. C. Oporto B (cedido) Portugal          | 2.ª           | 2019-20       | 23  | 0 | 0 | -  | - | - | 0 | 0 | 0 | 0 | 0 | 0 | 23  | 0 | 0 |
| F. C. Oporto B (cedido) Portugal          | Total club    | Total club    | 23  | 0 | 0 | -  | - | - | 0 | 0 | 0 | 0 | 0 | 0 | 23  | 0 | 0 |
| Moreirense F. C. (cedido) Portugal        | 1.ª           | 2020-21       | 24  | 3 | 0 | -  | - | - | 0 | 0 | 0 | 0 | 0 | 0 | 24  | 3 | 0 |
| Moreirense F. C. (cedido) Portugal        | Total club    | Total club    | 24  | 3 | 0 | -  | - | - | 0 | 0 | 0 | 0 | 0 | 0 | 24  | 3 | 0 |
| G. D. Estoril Praia (cedido) Portugal     | 1.ª           | 2021-22       | 24  | 0 | 0 | -  | - | - | 1 | 0 | 0 | 0 | 0 | 0 | 25  | 0 | 0 |
| G. D. Estoril Praia (cedido) Portugal     | Total club    | Total club    | 24  | 0 | 0 | -  | - | - | 1 | 0 | 0 | 0 | 0 | 0 | 25  | 0 | 0 |
| São Paulo F. C. · Brasil                  | 1.ª           | 2022          | 9   | 0 | 0 | 0  | 0 | 0 | 1 | 0 | 0 | 0 | 0 | 0 | 10  | 0 | 0 |
| São Paulo F. C. · Brasil                  | 1.ª           | 2023          | 1   | 0 | 0 | 3  | 0 | 0 | 0 | 0 | 0 | 0 | 0 | 0 | 3   | 0 | 0 |
| São Paulo F. C. · Brasil                  | 1.ª           | 2024          | 14  | 1 | 1 | 6  | 0 | 0 | 2 | 0 | 1 | 2 | 0 | 0 | 24  | 1 | 2 |
| São Paulo F. C. · Brasil                  | 1.ª           | 2025          | 8   | 0 | 0 | 11 | 0 | 0 | 1 | 0 | 0 | 6 | 0 | 1 | 26  | 0 | 1 |
| São Paulo F. C. · Brasil                  | Total club    | Total club    | 34  | 1 | 1 | 20 | 0 | 0 | 4 | 0 | 1 | 8 | 0 | 0 | 63  | 1 | 3 |
| Total carrera                             | Total carrera | Total carrera | 148 | 7 | 1 | 20 | 0 | 0 | 5 | 0 | 1 | 8 | 0 | 1 | 178 | 7 | 4 |
| (1)No incluye partidos amistosos.         |               |               |     |   |   |    |   |   |   |   |   |   |   |   |     |   |   |

## Clubes

### Categorías inferiores
| Club              | País      | Año       |
| ----------------- | --------- | --------- |
| Vélez Sarsfield   | Argentina | 2011-2012 |
| Ferrocarril Oeste | Argentina | 2013-2014 |
| Nueva Chicago     | Argentina | 2015-2016 |

### Profesional
| Club                      | País       | Año           | Part. | Goles |
| ------------------------- | ---------- | ------------- | ----- | ----- |
| Deportivo Táchira         | Venezuela  | 2017          | 0     | 0     |
| Manchester City           | Inglaterra | 2017-2023     | 0     | 0     |
| C. A. Torque (cedido)     | Uruguay    | 2017-2018     | 14    | 1     |
| C. F. Peralada (cedido)   | España     | 2018-2019     | 29    | 2     |
| Oporto "B" (cedido)       | Portugal   | 2019-2020     | 23    | 0     |
| Moreirense F. C. (cedido) | Portugal   | 2020-2021     | 24    | 3     |
| Estoril Praia (cedido)    | Portugal   | 2021-2022     | 25    | 0     |
| São Paulo F. C.           | Brasil     | 2022-presente | 63    | 1     |

## Palmarés

### Títulos nacionales
| Título                       | Club            | País    | Año  |
| ---------------------------- | --------------- | ------- | ---- |
| Segunda División Profesional | C. A. Torque    | Uruguay | 2017 |
| Copa de Brasil               | São Paulo F. C. | Brasil  | 2023 |
| Supercopa de Brasil          | São Paulo F. C. | Brasil  | 2024 |

## Vida privada
Ferraresi nació en la ciudad venezolana de San Cristóbal. Hijo de la venezolana Carmen Hernández y del exfutbolista argentino Adolfo Ferraresi.
Es, también, hermano de la nadadora Pierina Ferraresi.